# Ischnocoelia somniara
Ischnocoelia somniara är en stekelart som beskrevs av Borsato 2003. Ischnocoelia somniara ingår i släktet Ischnocoelia och familjen Eumenidae. Inga underarter finns listade i Catalogue of Life.